# Vestone
Vestone é uma comuna italiana da região da Lombardia, província de Bréscia, com cerca de 4.224 habitantes. Estende-se por uma área de 12,90 km², tendo uma densidade populacional de 327,44 hab/km². Faz fronteira com Barghe, Bione, Casto, Lavenone, Mura, Pertica Alta, Pertica Bassa, Preseglie, Provaglio Val Sabbia, Treviso Bresciano.

## Demografia
| Variação demográfica do município entre 1861 e 2011                               |
|                                                                                   |
| Fonte: Istituto Nazionale di Statistica (ISTAT) - Elaboração gráfica da Wikipedia |